# アメリカ合衆国の医学教育
本記事では、アメリカ合衆国における医師の養成課程について述べる。

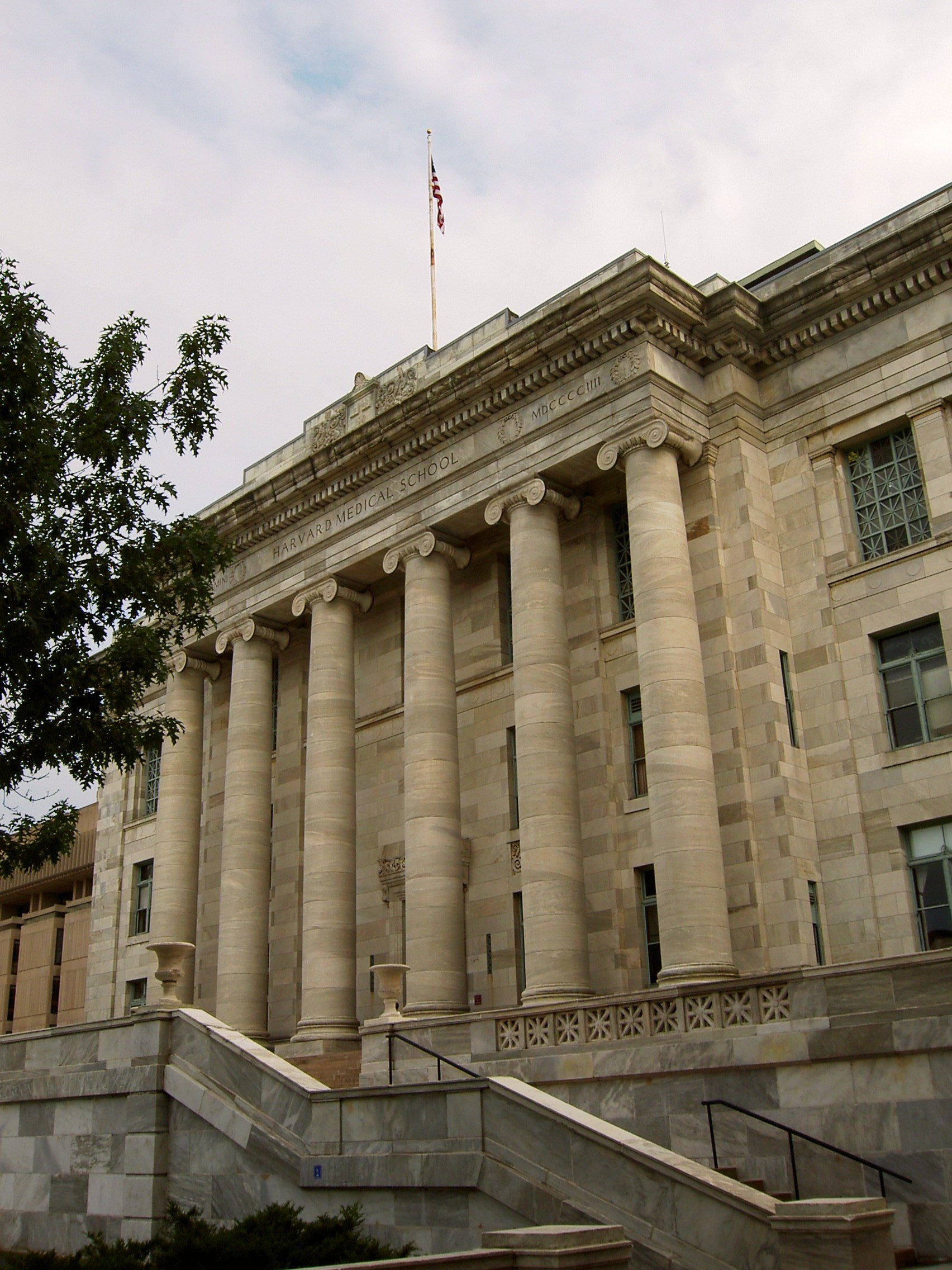
ハーバード・メディカルスクール

アメリカの医師養成機関には、
- 「medical school（メディカル・スクール）（英語版）」
- 「college of osteopathic medicine（オステオパシー医学校）」

の2つの類型がある。また、アメリカにおける医師資格は、連邦法ではなく各州の州法に基づいており、ある州の医師資格の効力は、当該州内に限定される（→「アメリカ法」。アメリカにおける法曹〈Lawyer〉資格も同様）。
メディカル・スクール、もしくはオステオパシー医学校を卒業した後に、各州の州法の定める要件を満たし、当該州の医師資格を取得する。

## 進学

米国における教育段階。プロフェッショナル・スクールに位置づけられる。

### 4年制大学
文系・理系問わず一般の4年制大学に入学し、主専攻の他に物理学・一般化学・有機化学・生物学の基礎科学を履修するか、「Pre-Med Course（医学進学課程）」に進んで物理学・化学・生物学を強化したプログラムを履修することが必要とされる。この制度は、アメリカの高等教育における学士課程が高度な専門性よりも基礎教養の修得を重視するリベラル・アーツ・カレッジを主としていることに起因する。ただし医学進学課程を選ぶ場合には、日本やヨーロッパほどではないが早期専門教育寄りのカリキュラムとなる。
多くの場合に、受験者にボランティア活動を要求している。ボランティアは必要項目でないにしろ、ほぼすべての受験者が平均2年から多くの年数のボランティア経験があるため、経験がない受験者はまず受からないという現状でもある。例えば、多くの受験者は総合病院、あるいはあらゆる分野の研究所等にてボランティア経験があり、医師宣教等の珍しいケースでも、立派なボランティアとしてみられている。
4年制大学学部課程を卒業し学士号を有したの後に、「医科大学入学試験（MCAT：en:Medical College Admission Test）という共通試験を受けて、そのスコア、学校独自の物理学、生物学、口頭試問、小論文の試験、学部成績などを総合考慮して各医科大学にて入学が選別される。

### 医科大学院
日本でいう一般的な医学部などの医師養成課程。但し、日本において導入された法科大学院と同じような「専門職大学院（プロフェッショナル・スクール）」であるので、正確には「大学」の「学部」には相当しない。
- medical school/college of medicine

主に4年制課程で臨床医養成教育を行う。州大学の場合、各大学の置かれる州の出身者が優先される。教育は病院の医師などではなく、医学教育の専門家が行う。これにより教育効果を上げて経済効果を高める事ができるとされている。修了者は「M.D.（Medicinae Doctor）」となる。ほとんどのメディカルスクールが医学研究者を養成するためのPh.D課程を併置している。
メディカルスクール間の協議会としてLiaison Committee on Medical Education(LCME)が存在する。
- college of osteopathic medicine

元々は「整骨医学」とも訳されるオステオパシー等の整体の修練を原点として発展してきた教育機関で、現在は内科学・外科学等も含めて一般的な医学分野の教育も行われる正規の医学教育機関である。修了者は「D.O.（Doctor of Osteopathic Medicine）」となる。
それぞれ、各州において医師免許を交付されると、いずれの場合においても医師として法律上は同じ医療行為を行うことができるが、どちらかと言うとオステオパシーは特定の疾患の治療よりも、総合医や家庭医として患者の体の全体を診る医師となる場合が多い。

#### 主要な医学部／医学大学院
（**は公立）
- ハーバード・メディカル・スクール （HMS）
- ジョンズ・ホプキンス大学医学部（JHUSOM）
- ペンシルベニア大学 医学大学院 （Penn Med）
- ニューヨーク大学・グロスマン医科スクール（NYU Grossman）
- スタンフォード大学医学大学院（Stanford Medicine）
- コロンビア大学ヴァジェロス医学校（VP&S）
- カリフォルニア大学サンフランシスコ校（UCSF Medicine）**
- デューク大学メディカル・スクール（Duke Med）
- イェール大学医学大学院（YSM）
- セントルイス・ワシントン大学医学部（WUSM）
- ワイル・コーネル医科大学院（Weill）
- ヴァンダービルト大学医学部（VUSM）
- UCLAデビット・ゲフィン医科大学院（DGSOM） **
- メイヨー医学校（MCASOM）
- ワシントン大学医学部（UWSOM）**
- ピッツバーグ大学医学部（Pitt Med）**
- ミシガン大学医学部（Michigan Medicine） **
- ノースウェスタン大学ファインバーグ医学部（NU Feinberg）
- シカゴ大学プリツカー医学部（UChicago Med）
- カリフォルニア大学サンディエゴ校医学部（UCSD）**
- 南カリフォルニア大学ケック医学校（USC Keck)
- ルイジアナ州立大学シュリーブポート医学部（LSUHS）**

## 卒後研修
医科大学卒業の後に「Accreditation Council for Graduate Medical Education：ACGME（卒後教育認定評議会)」が認定した各教育病院で1-2年の臨床研修を受けていく。研修先の病院は「マッチング」という制度によって選定が行われ、その後の進路に大きく左右するためかなりの競争となっている。

### インターンシップ
メディカルスクールを卒業した者は、インターンシップを行わなければならない。研修病院での臨床研修最初の1年を「Internship（インターンシップ）」と呼び、主要診療科を一通り回るのが一般的となっている。

### レジデンシー
その後各科ごとに研修期間の異なる「Residency（レジデンシー）」と呼ばれる段階に進み、各科それぞれ3～6年の研修が行われる。
この後に「Board Certification Examination（認定試験）」という試験を受験。これに合格して初めて「一般内科医」「一般外科専門医(Board Certified General Surgeon)」等の称号(Board)となり医師としての一般的な活動が可能となる。

### フェローシップ
さらにこの後は「Fellowship（フェローシップ）」と呼ばれる専門医研修があり、各科3～10年の研修を行い、「Subspeciality Board Certification Examination（専門科認定試験）」を受験し、これに合格して「循環器内科専門医」等という称号（Board）が与えられ高度な医療行為を行うことができる。各専門学会に入会できるのは、これらBoardを取得した者のみである。

## 試験
医科大学で修学/卒業や卒後の病院研修を受けていくことと並行して以下の試験を受験していく。各段階において以下の試験を受けていくことが次の段階への条件となっている。

### MCAT
4年制大学を卒業し学士号を有した後に、入学審査として「en:Association of American Medical Colleges（アメリカ医科大学協会）が実施する「en:Medical College Admission Test（MCAT：医科大学入学試験）」とよばれる共通試験。MCATはオーストラリアやカナダの医科大学の入学試験としても使用されている。

### USMLE
「medical school」の学生または卒業生は、USMLE（United States Medical Licensing Examination：合衆国医師免許試験）に段階的に受験していくことが要求される。
USMLEは「Federation of State Medical Boards（FSMB：州医事審議会連合）」と「National Board of Medical Examiners（NBME：国立医療試験審議会）によって主催され、コンピュータによる学科試験で行われる。
それぞれSTEP1、STEP2（CK・CS）、STEP3と呼ばれる3段階の形式になっている。それぞれ年に2回行われているが、ここでの成績によってマッチングの選定が左右される。
- Step1（一般的に2年次の終わりに受験する場合が多い）

基本的に基礎医学分野から出題される。
解剖学、生理学、生化学、薬理学、病理学、微生物学等
- Step2（一般的に4年次に受験する場合が多い。ここでの成績でマッチング評価となる。）

Step2CK（Clinical Knowledge：臨床知識）・ Step2CS（Clinical Skills：臨床技能）に分けられ、基本的に臨床医学分野から出題される。
内科学、外科学、小児科学、産婦人科学、公衆衛生、精神医学等
- STEP3（一般的にレンジデンシー1年目の最後に受験する場合が多い）

最後の試験

### COMLEX
「college of osteopathic medicine」の学生または卒業生は、COMLEX（Comprehensive Osteopathic Medical Licensing Examination：オステオパシー医師免許試験）に段階的に受験していくことが要求される。
COMLEXは「National Board of Osteopathic Medical Examiners（NBOME：国立オステオパシー医療試験審議会）によって主催されている。
それぞれLevel 1、 Level 2（CE，PE）Level 3と呼ばれる3段階の形式になっている。
- Level 1

基本的に基礎医学分野から出題される。USMLEではStep1に相当。
解剖学、生理学、生化学、薬理学、病理学、微生物学、オステオパシー等
- Level 2

Level 2-CE・Level 2-PEに分けられ、基本的に臨床医学分野から出題される。USMLEではStep2に相当。
内科学、外科学、小児科学、産婦人科学、救急医学、精神医学等
- Level 3

最後の試験

### Board certification examination
最終として、「American Board of Medical Specialties(ABMS)」が認定した各基幹専門分野の専門医認定機構が実施する「certification examination（認証試験）/certifying examination（認定試験）」に合格することで、「内科医」や「一般外科医」、「小児科医」、「皮膚科医」等の医師として「称号」を得ることが出来る。
またD.O.（オステオパシー）では認定医機構協議会として「American Osteopathic Association Bureau of Osteopathic Specialists (AOABOS) 」が存在する。
- American Board of Dermatology
- American Board of Obstetrics and Gynecology
- American Board of Ophthalmology
- American Board of Otolaryngology
- American Board of Orthopaedic Surgery
- American Board of Pediatrics
- American Board of Psychiatry and Neurology
- American Board of Radiology
- American Board of Urology
- American Board of Internal Medicine
- American Board of Pathology
- American Board of Surgery
- American Board of Neurological Surgery
- American Board of Anesthesiology
- American Board of Plastic Surgery
- American Board of Physical Medicine and Rehabilitation
- American Board of Oral and Maxillofacial Surgery
- American Board of Colon and Rectal Surgery
- American Board of Preventive Medicine
- American Board of Family Medicine
- American Board of Allergy and Immunology
- American Board of Nuclear Medicine
- American Board of Thoracic Surgery
- American Board of Emergency Medicine
- American Board of Medical Genetics and Genomics

## 申請
法的な医師免許は各州ごとに発行され、医療行為を行う州の「Medical Board（医事委員会）」に申請して免許が発行される。
多くの州でUSMLE STEP 3までの合格とインターンシップ～レジデンシー頃で2年の臨床研修終了証明によって申請出来る。
日本と異なり医師免許は数年ごとの更新制であり、更新において「Accreditation Council for Continuing Medical Education：ACCME（生涯医学教育認定評議会)」での講習会参加等の単位取得が必要とされる。

## 関連
- アメリカ合衆国の医療
- 医学教育